# NGC 163
NGC 163 je galaksija u zviježđu Kit.

## Vanjske poveznice
- SEDS: NGC 0163